# Hiệp sĩ hoàng gia

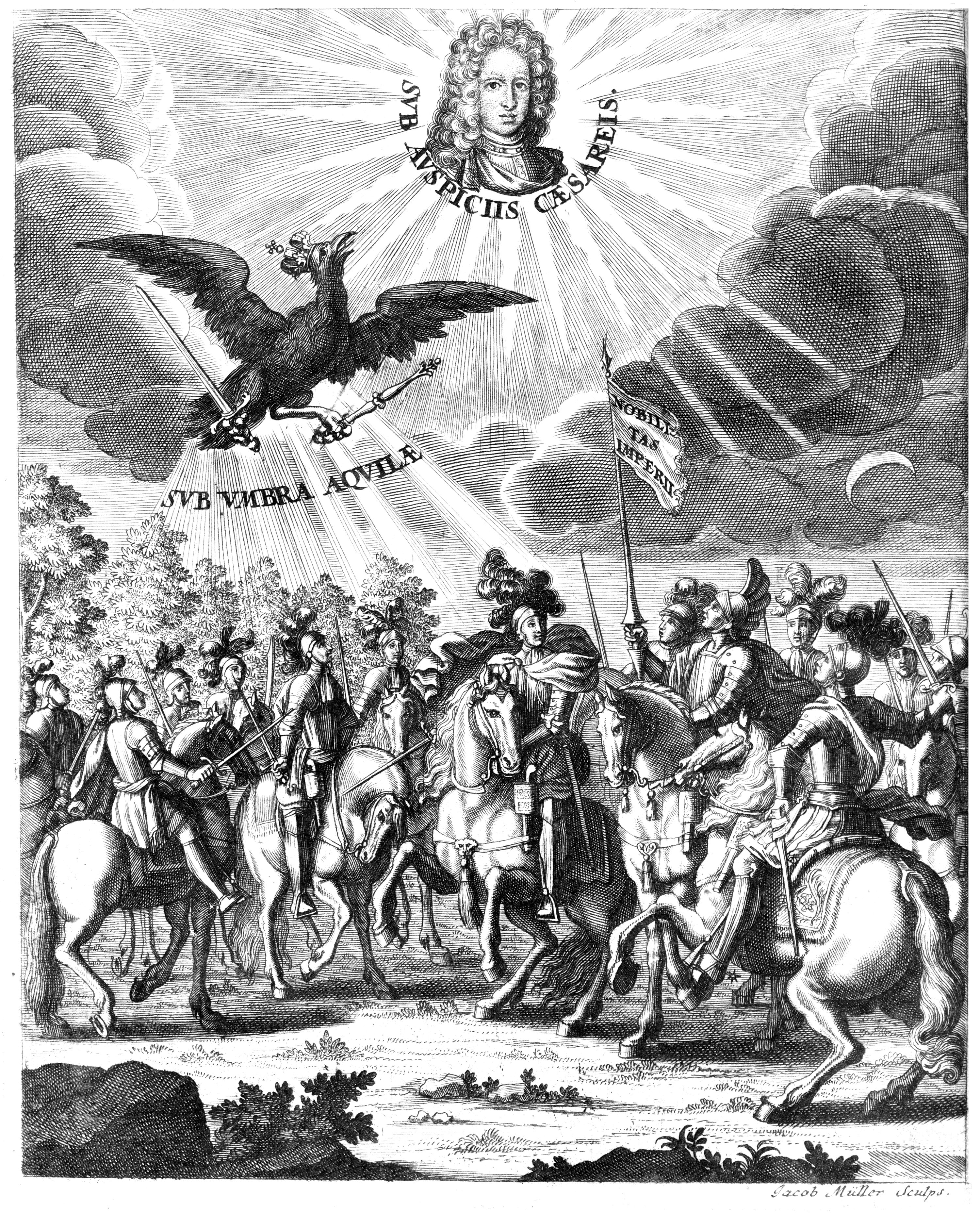
Tranh miêu tả các Hiệp sĩ Đế quốc, 1710

Hiệp sĩ Đế quốc Tự do (tiếng Đức: Reichsritter; tiếng La Tinh: Eques imperii; tiếng Anh: Free Imperial knights) là những quý tộc tự do của Đế chế La Mã Thần thánh, mà lãnh chúa trực tiếp của họ là Hoàng đế La Mã Thần thánh. Các hiệp sĩ này là tàn tích của giới quý tộc tự do thời trung cổ (Edelfrei) và các Ministeriales. Hiệp sĩ Đế quốc có vị trí cao hơn hiệp sĩ của các chư hầu của Hoàng đế, và do đó, ở hầu hết các khía cạnh đều xếp ngang hàng và bình đẳng với các cá nhân hoặc thực thể khác, chẳng hạn như những nhà cai trị lãnh thổ thế tục hoặc giáo phận của Đế chế (Hầu tước, Công tước, Thân vương, Bá tước, Tổng giám mục, Giám mục, Viện trưởng tu viện...) và các Thành phố đế quốc tự do. Tuy nhiên, không giống như các nhà cai trị chư hầu, các Hiệp sĩ Đế quốc không sở hữu  địa vị Hoàng gia, và do đó không được đại diện tập thể hay riêng rẻ trong Đại hội Đế quốc. Các hiệp sĩ Đế quốc phục vụ đế chế dưới nhiều cách, như phục vụ cá nhân hoặc cống nạp lễ vật, tài chính tự nguyện cho Hoàng đế.
Để bảo vệ quyền lợi của mình và tránh làm chư hầu cho những quý tộc quyền lực hơn, họ đã tự tổ chức thành ba liên minh (Partheien) vào cuối thế kỷ XV và thành một cơ quan duy nhất vào năm 1577, và chiến đấu để giành được sự công nhận. Địa vị này, chỉ được phong bởi chính Hoàng đế chứ không phải thông qua một quý tộc quyền lực hơn, có nghĩa là các Hiệp sĩ Đế quốc là "thần dân" (sự trung thành của họ không bị lệ thuộc vào bất kỳ lãnh chúa nào). Do đó, các Hiệp sĩ Đế quốc thực hiện một hình thức chủ quyền hạn chế trong lãnh thổ của họ.